# Chute de la république de Gênes
La chute de la république de Gênes, survenue entre mai et juin 1797, fut le processus par lequel la république de Gênes, avec plus de huit siècles d'indépendance et d'oligarchie aristocratique, se trouva submergée par la marée révolutionnaire venue de France et ainsi transformée en République ligurienne, avec des institutions inspirées du modèle jacobin et soumises à la volonté de la Première République.

## Contexte général
Depuis la réforme de 1528, voulue par Andrea Doria, la république de Gênes était gouvernée par une élite patricienne qui transmettait le pouvoir selon des règles exclusives, restées quasiment inchangées pendant plus de deux siècles. Néanmoins, au XVIIIe siècle, ce système commença à montrer des signes d'usure. La participation à la vie publique était réservée à un petit nombre de familles, tandis que le mérite, le talent et même la naissance hors du « livre d'or » ne suffisaient pas à surmonter les barrières imposées par la lignée, la fortune et les relations personnelles. Le mécontentement se répandit surtout parmi les nobles dits pauvres, exclus de la gestion de l'État en raison de leur incapacité à supporter les dépenses nécessaires au maintien de leur statut aristocratique. Cette fracture interne au sein de l'oligarchie donna naissance à une conspiration, réprimée dans le sang dès 1749, et qui continua de générer des tensions au cours des décennies suivantes.

### La vie politique à Gênes
La vie politique génoise était marquée par de vives rivalités familiales, souvent masquées par des conflits matrimoniaux ou successoraux, qui contribuaient à déstabiliser les équilibres internes. Le refus d'une alliance entre deux familles, ou le choix d'en privilégier une au détriment de l'autre, pouvait déclencher des querelles durables, parfois considérées comme l'une des causes mêmes de l'effondrement du régime. Dans ce contexte, l'influence des femmes de l'aristocratie, protagonistes des salons culturels, alimentait également les conflits avec les représentants plus attachés au conservatisme nobiliaire. La noblesse génoise, attachée à ses privilèges, se montrait peu intéressée par les transformations en cours dans le reste de l'Europe et voyait avec hostilité la Révolution française, redoutée comme une menace pour l'ordre social établi. L'appareil judiciaire, corrompu et inefficace, contribuait à un climat général d'impunité.

### Questions étrangères
Sur le plan international, la République se trouva dans une position de plus en plus fragile. Dépourvue d'une armée moderne et déterminée à maintenir une neutralité désarmée, Gênes se révéla vulnérable aux pressions des grandes puissances. La France, qui avait déjà utilisé la ville comme base pour réprimer la révolte corse, en profita pour exercer une influence croissante, se présentant comme garante de la liberté et de la modernité politique, mais agissant par une combinaison de diplomatie et de force militaire. Les consuls français à Gênes, dont Tilly, Villars et surtout Faypoult, jouèrent un rôle décisif dans l'affaiblissement de l'oligarchie locale, collaborant avec des intellectuels et des patriciens réformistes pour promouvoir un changement de régime. Les cercles jacobins et des personnalités telles que Giancarlo, Girolamo et Giambattista Serra prônèrent ouvertement une transformation révolutionnaire, en contact étroit avec des représentants et des agents français comme Saliceti. Même des membres de la bourgeoisie, dont des médecins, des notaires et des professeurs, participèrent activement à la diffusion de nouvelles idées par le biais de réseaux de propagande et de contacts politiques.

### Le clergé
Dans ce contexte de tensions et de transformations, le clergé génois adopta lui aussi une position ambiguë. Bien qu'intégrant à l'ordre traditionnel, il ne disposait pas d'un pouvoir économique ou politique comparable à celui d'autres réalités européennes, ce qui le rendait plus prudent et flexible. De nombreux clercs évitèrent toute opposition frontale aux idées nouvelles, préférant un conservatisme discret pour préserver le culte et la stabilité. La culture de la ville, fortement polarisée entre la foi catholique et la philosophie des Lumières, contribua à maintenir une ligne prudente de la part du clergé, conscient que toute attaque directe contre la religion pouvait déclencher de graves tensions sociales. L'équilibre entre tradition et changement se révéla de plus en plus précaire,.

## La chute de la République
Le roi de Sardaigne, Victor-Amédée III, inquiet de la propagation des idées révolutionnaires françaises et de l'instabilité croissante en Europe, proposa une alliance entre les États italiens afin de contenir la vague subversive qui menaçait l'ordre établi. Cependant, les deux anciennes républiques maritimes, Gênes et Venise, n'adhérèrent pas à la proposition et déclarèrent vouloir maintenir leur neutralité. Derrière cette position officielle se cachait la peur : la noblesse dominante des deux cités craignait ouvertement les armées françaises et les conséquences que l'affirmation des principes républicains aurait pu engendrer sur leurs propres territoires.
Pendant ce temps, l'Angleterre , alliée au roi de Sardaigne et à l'empereur d'Autriche contre la République française, décida d'envoyer une flotte en Méditerranée. L'objectif était double : protéger la côte occidentale d'une éventuelle invasion française et, parallèlement, persuader « la Superba » d'abandonner sa neutralité et de rejoindre la coalition anti-française. L'équilibre précaire de cette situation fut rompu par un épisode survenu dans le port de Gênes : deux navires de guerre anglais entrèrent et coulèrent la frégate française La Modeste, ancrée dans le port. Cet événement provoqua immédiatement les protestations du gouvernement de Paris, qui exigea une indemnisation de quatre millions de lires de la République génoise. Le gouvernement accepta à contrecœur, sous la pression des puissances concernées et par crainte de représailles françaises.

### L'arrivée de Napoléon et les révoltes internes
Avec la capitulation du royaume de Sardaigne et l'entrée des troupes napoléoniennes en Italie, la république aristocratique de Gênes se trouva de plus en plus fragile. Le mécontentement populaire grandit, alimenté par de nouvelles idées et une pauvreté généralisée. Le 22 mai 1797, une insurrection généralisée éclata dans la capitale : une révolte armée menée par le pharmacien Felice Morando, Filippino Doria et un Napolitain nommé Vitaliani força le gouvernement à réformer les institutions selon des principes républicains et à accepter des principes inspirés de la Constitution française. Tandis que les propositions étaient discutées et laborieusement approuvées par un Sénat de plus en plus affaibli, la noblesse réagit : elle incita les classes les plus conservatrices à la violence et déclencha une violente contre-révolution. Aux cris de « Vive Marie, mort aux Jacobins ! », des foules armées prirent d'assaut la ville, provoquant des affrontements avec les révolutionnaires, une série d'émeutes chaotiques qui paralysèrent la vie publique pendant plusieurs jours.
Pendant ce temps, Napoléon poursuivait sa marche victorieuse vers Gênes. La pression française s'intensifia jusqu'à ce que le Sénat soit contraint d'envoyer trois députés négocier directement avec le général. La réunion eut lieu à Montebello. C'est là que, le 5 juin 1797, fut conclu l'accord de transformation du gouvernement : la souveraineté du peuple fut proclamée, conformément aux principes révolutionnaires, et il fut établi que le pouvoir législatif serait confié à deux conseils représentatifs, l'un de 300 membres et l'autre de 150 membres, tandis que l'exécutif serait géré par un Sénat de 12 membres élus par ces mêmes conseils, présidé par le Doge, qui perdit cependant nombre de ses anciens privilèges. Un gouvernement provisoire de 22 membres fut également mis en place.
Le 14 juin 1797, ce gouvernement fut officialisé. Le même jour, le doge en exercice, Giacomo Maria Brignole di Francesco, fut confirmé par Bonaparte et maintenu à la tête de la nouvelle République, bien qu'avec des pouvoirs réduits. La population de la ville accueillit le changement par des manifestations publiques : des feux furent allumés, les insignes du doge furent brûlés, l'urne du séminaire, la chaise à porteurs du doge et, symboliquement, le Livre d'or de la noblesse, qui recueillait les noms des familles patriciennes. De plus, les statues monumentales d'Andrea et de Giannandrea Doria, considérées comme des emblèmes du pouvoir aristocratique, furent démolies.
Le même jour, une nouvelle constitution, calquée sur la constitution française, fut proclamée. Cependant, ce nouvel ordre ne fut pas bien accueilli partout. Plusieurs soulèvements éclatèrent à l'intérieur des terres : le 5 septembre 1797, dans la vallée de Bisagno, puis en octobre dans la région de Polcevera. Les tensions persistèrent pendant des mois.
Finalement, le 2 décembre 1797, le général Jean Lannes entre officiellement à Gênes et rend publique la nouvelle constitution, consacrant définitivement la fin de la République aristocratique. À sa place naît la République ligurienne, sous l'influence directe du gouvernement français.